# 細鬚突吻鱈
細鬚突吻鱈，為輻鰭魚綱鱈形目鼠尾鱈科的其中一種，分布於北太平洋鄂霍次克海至美國加州海域，體長可達55公分，屬深海底棲性魚類，深度1285-2904公尺，棲息在底層水域，生活習性不明。

## 扩展阅读
維基物種上的相關：細鬚突吻鱈